# Invasión neerlandesa de Nueva Suecia
La Invasión neerlandesa de Nueva Suecia  o  Expedición neerlandesa a Nueva Suecia fue un acontecimiento de mucha importancia para el actual Reino de los Países Bajos y los países que conformaron el extinto Imperio colonial sueco, ya que dicha invasión ocasionó la expansión de la Compañía Neerlandesa de las Indias Occidentales en América del Norte y ocasionó la expulsión definitiva del Imperio sueco de esa parte del continente americano, además todos estos territorios años más adelante ya en poder inglés formarían parte de las Trece Colonias.

## Antecedentes
Los suecos habían logrado mantener una pequeña colonia en la costa norteamericana del Atlántico norte llamada Nueva Suecia, dicha colonia sería administrada por el Imperio colonial sueco. Paralelamente los neerlandeses también comenzaron un rápido crecimiento tanto comercial como territorial en su colonia llamada Nuevos Países Bajos, el constante crecimiento de ambas colonias ocasionaron que en tan solo unos cuantos años llegaran a tener límites territoriales. Cabe notar que tanto la Compañía Neerlandesa de las Indias Occidentales y el Imperio colonial sueco representando a sus respectivas naciones no estaban conformes una con la presencia de la otra.

## Invasión y Anexión
El Gobernador neerlandés Peter Stuyvesant mando a construir un fuerte de defensas al cual llamó Fuerte Casimir en territorio sueco, Stuyvesant no reconocía la soberanía de la zona sur de la colonia sueca por lo que al fuerte lo construyó kilómetros más abajo del Fuerte Cristina capital de Nueva Suecia, el gobernador de ese entonces Johan Rising ordenó la captura de cualquier neerlandés que estuviera en territorio lo que ocasionó que Stuyvesant respondiera con una expedición a Nueva Suecia y trajo la colonia bajo el control de su gobierno. Después de la rendición, Risingh y los demás oficiales, soldados y colonos tales como no estaban dispuestos a convertirse en sujetos neerlandeses, fueron llevados de vuelta a Europa. Risingh murió en la pobreza en Estocolmo en 1672.

## Consecuencia
La Toma de Nueva Suecia significó la pérdida para el Imperio sueco de un lugar en América del Norte además el Imperio colonial sueco perdió bastante respeto y ganó un rechazo popular por su ineficiencia en controlar los territorios conquistados, todo lo contrario le pasó a la Compañía Neerlandesa de las Indias Occidentales que se ganó el prestigio de otras compañías y del estado cuya gloria no duraría mucho ya que la compañía sería vencida durante la invasión inglesa a los Nuevos Países Bajos. La población sueca que decidió quedarse en la conquistada Nueva Suecia simplemente tuvieron que cambiar de nacionalidad y seguir con su vidas además a diferencia del gobierno sueco el gobierno neerlandés brindo servicios y comunidades al nuevo territorio cosa que el decaído Imperio colonial sueco jamás pudo cumplir.